# Dave Swarbrick
Dave Swarbrick (* 5. dubna 1941 – 3. června 2016) byl britský folkový hudebník a zpěvák-písničkář. Ashley Hutchings o něm napsal, že je 'nejvlivnějším britským houslistou' a jeho styl hry byl kopírován nebo rozvíjen téměř všemi britskými a mnoha světovými houslisty, kteří jej následovali. Je považován za jednoho z nejváženějších hudebníků druhé anglické folkové vlny, který byl účastníkem v některých vlivných skupinách a projektech 60. let, kdy se také stal nejvyhledávanějším hostujícím hudebníkem. Jeho práce pro skupinu Fairport Convention v roce 1969 je považována za rozhodující pro vznik jejich klíčového alba Liege and Lief (1969), které iniciovalo hnutí elektrického folku, pomohlo zvýšit zájem o tradiční britskou hudbu a ovlivnilo i hlavní rockový proud. Po roce 1970 se stal hlavní postavou skupiny Fairport Convention a spolu s touto skupinou vytvořil několik důležitých alb až do jejího rozpadu v roce 1979.